# Arimantas Juvencijus Raškinis
Arimantas Juvencijus Raškinis (* 13. März 1944 in Kaunas) ist ein litauischer Biophysiker und ehemaliger Politiker.

## Leben
Nach dem Abitur 1961 mit Auszeichnung an der "Aušros"-Mittelschule Kaunas absolvierte er 1967 mit Auszeichnung das Studium an der Fakultät für Biophysik des Kauno medicinos institutas. Ab 1967 war Aspirant an der Universität Moskau und 1972 promovierte. Von 1971 bis 1990 arbeitete er im Forschungsinstitut in Kaunas. Von 1990 bis 1992 arbeitete und lehrte er an der Vytauto Didžiojo universitetas. Von 1996 bis 2000 war er Mitglied des Seimas.